# Golden Globe Award/Bester Hauptdarsteller – Mini-Serie oder TV-Film

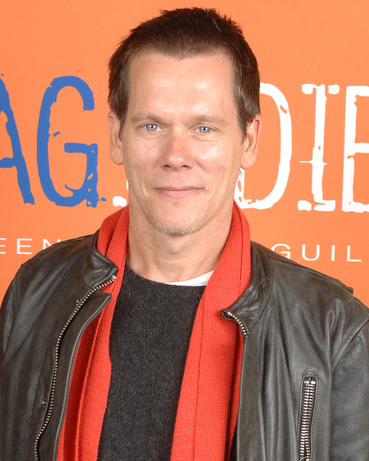
Preisträger 2010: Kevin Bacon (Taking Chance)

Golden Globe Award: Bester Hauptdarsteller – Mini-Serie oder TV-Film
Gewinner und Nominierte in der Kategorie Bester Hauptdarsteller – Mini-Serie oder TV-Film (Best Performance by an Actor in a Mini-Series or Motion Picture Made for Television), die die herausragendsten Schauspielleistungen des vergangenen Kalenderjahres prämiert. Die Kategorie wurde im Jahr 1982 ins Leben gerufen.
1995 wurde Raúl Juliá (Flammen des Widerstands) die Auszeichnung postum verliehen. Drei Jahre später erhielt Ving Rhames (Don King: Only in America) den Golden Globe Award, überreichte diesen aber seinem unterlegenen Kollegen Jack Lemmon (Die 12 Geschworenen).
Als bisher einzige Schauspieler aus dem deutschsprachigen Raum erhielt der Deutsche Jan Niklas im Jahr 1987 eine Nominierung für seine Rolle als junger Zar in Peter der Große.
| Statistik                          | Name          | Anzahl | Jahr                                      |
| ---------------------------------- | ------------- | ------ | ----------------------------------------- |
| Häufigste Auszeichnungen           | James Garner  | 3      | 1987, 1991, 1994                          |
| Häufigste Nominierungen (* = Sieg) | James Woods   | 7      | 1987*, 1988, 1990, 1993, 1996, 1997, 2001 |
| Häufigste Nominierungen ohne Sieg  | Peter Strauss | 4      | 1982, 1984, 1986, 1994                    |

In unten stehender Liste sind die Preisträger nach dem Jahr der Verleihung gelistet. Die aufgeführten Mini-Serien oder Filme werden mit ihrem deutschen Titel (sofern ermittelbar) angegeben, danach folgt in Klammern in kursiver Schrift der fremdsprachige Originaltitel. Die Nennung des Originaltitels entfällt, wenn deutscher und fremdsprachiger Filmtitel identisch sind. Die Gewinner stehen hervorgehoben an erster Stelle.

## 1980er Jahre
1982
Mickey Rooney – Meet Bill
- Dirk Bogarde – Triumph der Liebe (The Patricia Neal Story)
- Timothy Hutton – Der lange Weg nach Hause (A Long Way Home)
- Danny Kaye – Kreuz der Gewalt (Skokie)
- Peter O’Toole – Masada
- Ray Sharkey – Die Hölle des Bill Carney (The Ordeal of Bill Carney)
- Peter Strauss – Masada

1983
Anthony Andrews – Brideshead Revisited
- Philip Anglim – The Elephant Man
- Robby Benson – Two of a Kind
- Jeremy Irons – Brideshead Revisited
- Sam Waterston – Oppenheimer

1984
Richard Chamberlain – Die Dornenvögel (The Thorn Birds)
- Robert Blake – Verfolgt bis in den Tod (Blood Feud)
- Louis Gossett Jr. – Sadat
- Martin Sheen – Kennedy
- Peter Strauss – Die letzte Schicht (Heart of Steel)

1985
Ted Danson – Something About Amelia
- James Garner – Heartsounds
- Sam Neill – Reilly: Ace of Spies
- Jason Robards – Sakharov
- Treat Williams – Endstation Sehnsucht (A Streetcar Named Desire)

1986
Dustin Hoffman – Tod eines Handlungsreisenden (Death of a Salesman)
- Richard Chamberlain – Wallenberg: A Hero's Story
- Richard Crenna – Rape – Die Vergewaltigung des Richard Beck (The Rape of Richard Beck)
- Kirk Douglas – Amos
- Peter Strauss – Kane & Abel

1987
James Garner und James Woods – Hallmark Hall of Fame, Folge: Promise
- Mark Harmon – Alptraum des Grauens (The Deliberate Stranger)
- Jan Niklas – Peter der Große (Peter the Great)
- John Ritter – Todesursache – Agent Orange (Unnatural Causes)

1988
Randy Quaid – Johnsons Weg ins Weiße Haus (LBJ: The Early Years)
- Alan Arkin – Flucht aus Sobibor (Escape from Sobibor)
- Mark Harmon – Das Versprechen des Elmer Jackson (After the Promise)
- Jack Lemmon – Long Day's Journey Into Night
- Judd Nelson – Beverly Hills Boys Club
- James Woods – P.O.W. – Prisoner of War (In Love and War)

1989
Michael Caine – Jack the Ripper – Das Ungeheuer von London

Stacy Keach – Hemingway
- Richard Chamberlain – Agent ohne Namen (The Bourne Identity)
- Anthony Hopkins – Hallmark Hall of Fame, Folge: The Tenth Man
- Jack Lemmon – Der Fall Mary Phagan (The Murder of Mary Phagan)

## 1990er Jahre
1990
Robert Duvall – Der Ruf des Adlers (Lonesome Dove)
- John Gielgud – Feuersturm und Asche (War and Remembrance)
- Ben Kingsley – Recht, nicht Rache (Murderers Among Us: The Simon Wiesenthal Story)
- James Woods – Hallmark Hall of Fame, Folge: My Name Is Bill W.
- Lane Smith – Der Fall Nixon (The Final Days)

1991
James Garner – Die Purple Heart – Die Stunde des Helden (Decoration Day)
- Steven Bauer – Das Camarena-Komplott (Drug Wars: The Camarena Story)
- Michael Caine – Jekyll und Hyde (Jekyll & Hyde)
- Tom Hulce – Mord in Mississippi (Murder in Mississippi)
- Burt Lancaster – Das Phantom der Oper (The Phantom of the Opera)
- Ricky Schroder – Stranger – Rückkehr aus der Vergangenheit (The Stranger Within)

1992
Beau Bridges – Without Warning: The James Brady Story
- Sam Elliott – Conagher
- Peter Falk – Columbo, Folge: Tödliche Liebe (Columbo and the Murder of a Rock Star)
- Sam Neill – Allein gegen den Wind (One Against the Wind)
- Sidney Poitier – Gleichheit kennt keine Farbe (Separate But Equal)

1993
Robert Duvall – Stalin
- Anthony Andrews – Jewels
- Philip Casnoff – Frank Sinatra – Der Weg an die Spitze (Sinatra)
- Jon Voight – The Last of His Tribe
- James Woods – Citizen Cohn – Handlanger des Todes (Citizen Cohn)

1994
James Garner – Der Konzern (Barbarians at the Gate)
- Peter Falk – Columbo, Folge: Der Tote in der Heizdecke (It’s All in the Game)
- Jack Lemmon – A Life in the Theater
- Matthew Modine – … und das Leben geht weiter (And the Band Played On)
- Peter Strauss – Der geschlagene Mann (Men Don't Tell)

1995
Raúl Juliá – Flammen des Widerstands (The Burning Season) (postum verliehen)
- Alan Alda – Reißende Strömung – Rafting-Trips ins Verderben (White Mile)
- James Garner – Breathing Lessons
- Rutger Hauer – Vaterland (Fatherland)
- Samuel L. Jackson – Against the Wall

1996
Gary Sinise – Truman – Der Mann, der Geschichte schrieb (Truman)
- Alec Baldwin – Endstation Sehnsucht (A Streetcar Named Desire)
- Charles S. Dutton – The Piano Lesson
- Laurence Fishburne – Die Ehre zu fliegen (The Tuskegee Airmen)
- James Woods – Unter Anklage – Der Fall McMartin (Indictment: The McMartin Trial)

1997
Alan Rickman – Rasputin
- Armand Assante – Der Untergang der Cosa Nostra (Gotti)
- Beau Bridges – Abschied von Chase (Losing Chase)
- Stephen Rea – Crime of the Century
- James Woods – The Summer of Ben Tyler

1998
Ving Rhames – Don King: Only in America
- Armand Assante – Die Abenteuer des Odysseus (The Odyssey)
- Jack Lemmon – Die 12 Geschworenen (12 Angry Men)
- Matthew Modine – Explosion des Schweigens (What the Deaf Man Heard)
- Gary Sinise – George Wallace

1999
Stanley Tucci – Winchell – Reporter aus Leidenschaft (Winchell)
- Peter Fonda – Sturm über Mississippi (The Tempest)
- Sam Neill – Merlin
- Bill Paxton – A Bright Shining Lie – Die Hölle Vietnams (A Bright Shining Lie)
- Christopher Reeve – Das Fenster zum Hof (Rear Window)
- Patrick Stewart – Moby Dick

## 2000er Jahre
2000
Jack Lemmon – Wer Sturm sät (Inherit The Wind)
- Jack Lemmon – Dienstags bei Morrie (Tuesdays with Morrie)
- Liev Schreiber – Citizen Kane – Die Hollywood-Legende (RKO 281)
- Sam Shepard – Dash and Lilly
- Tom Sizemore – Witness Protection

2001
Brian Dennehy – Death of a Salesman
- Alec Baldwin – Nürnberg – Im Namen der Menschlichkeit (Nuremberg)
- Brian Cox – Nürnberg – Im Namen der Menschlichkeit (Nuremberg)
- Andy García – Die Jazz Connection (For Love or Country: The Arturo Sandoval Story)
- James Woods – Dirty Pictures

2002
James Franco – James Dean
- Kenneth Branagh – Die Wannseekonferenz (Conspiracy)
- Ben Kingsley – Anne Frank (Anne Frank: The Whole Story)
- Damian Lewis – Band of Brothers – Wir waren wie Brüder (Band of Brothers)
- Barry Pepper – 61*

2003
Albert Finney – Churchill – The Gathering Storm (The Gathering Storm)
- Michael Gambon – Path to War
- Michael Keaton – Live aus Baghdad (Live from Baghdad)
- William H. Macy – Von Tür zu Tür (Door to Door)
- Linus Roache – RFK

2004
Al Pacino – Engel in Amerika (Angels in America)
- Antonio Banderas – Pancho Villa – Mexican Outlaw (And Starring Pancho Villa as Himself)
- James Brolin – The Reagans
- Troy Garity – Soldier’s Girl
- Tom Wilkinson – Eine Frage der Liebe (Normal)

2005
Geoffrey Rush – The Life and Death of Peter Sellers
- Mos Def – Ein Werk Gottes (Something the Lord Made)
- Jamie Foxx – Redemption: The Stan Tookie Williams Story
- William H. Macy – Der Schutzengel (The Wool Cap)
- Patrick Stewart – The Lion in Winter – Kampf um die Krone des Königs (The Lion in Winter)

2006
Jonathan Rhys Meyers – Elvis
- Kenneth Branagh – Warm Springs
- Ed Harris – Empire Falls
- Bill Nighy – G8 auf Wolke Sieben (The Girl in the Café)
- Donald Sutherland – Human Trafficking – Menschenhandel (Human Trafficking)

2007
Bill Nighy – Gideon’s Daughter
- Andre Braugher – Thief
- Robert Duvall – Broken Trail
- Michael Ealy – Sleeper Cell
- Chiwetel Ejiofor – Tsunami – Die Killerwelle (Tsunami: The Aftermath)
- Ben Kingsley – Mrs. Harris – Mord in besten Kreisen (Mrs. Harris)
- Matthew Perry – The Ron Clark Story

2008
Jim Broadbent – Die Moormörderin von Manchester
- Adam Beach – Bury My Heart at Wounded Knee
- Ernest Borgnine – A Grandpa for Christmas
- Jason Isaacs – Die Schattenmacht – The State Within (The State Within)
- James Nesbitt – Jekyll

2009
Paul Giamatti – John Adams
- Ralph Fiennes – Bernard and Doris
- Kevin Spacey – Recount
- Kiefer Sutherland – 24: Redemption
- Tom Wilkinson – Recount

## 2010er Jahre
2010
Kevin Bacon – Taking Chance
- Kenneth Branagh – Kommissar Wallander (Wallander)
- Chiwetel Ejiofor – Endgame
- Brendan Gleeson – Blut, Schweiß und Tränen (Into the Storm)
- Jeremy Irons – Georgia O’Keeffe

2011
Al Pacino – You Don’t Know Jack
- Idris Elba – Luther
- Ian McShane – Die Säulen der Erde (The Pillars of the Earth)
- Dennis Quaid – The Special Relationship
- Édgar Ramírez – Carlos – Der Schakal (Carlos)

2012
Idris Elba – Luther
- Hugh Bonneville – Downton Abbey
- William Hurt – Too Big to Fail – Die große Krise (Too Big to Fail)
- Bill Nighy – Die Verschwörung – Verrat auf höchster Ebene (Page Eight)
- Dominic West – The Hour

2013
Kevin Costner – Hatfields & McCoys
- Benedict Cumberbatch – Sherlock
- Woody Harrelson – Game Change – Der Sarah-Palin-Effekt
- Toby Jones – The Girl
- Clive Owen – Hemingway & Gellhorn

2014
Michael Douglas – Liberace – Zu viel des Guten ist wundervoll (Behind the Candelabra)
- Matt Damon – Liberace – Zu viel des Guten ist wundervoll (Behind the Candelabra)
- Chiwetel Ejiofor – Dancing on the Edge
- Idris Elba – Luther
- Al Pacino – Der Fall Phil Spector (Phil Spector)

2015
Billy Bob Thornton – Fargo
- Martin Freeman – Fargo
- Woody Harrelson – True Detective
- Matthew McConaughey – True Detective
- Mark Ruffalo – The Normal Heart

2016
Oscar Isaac – Show Me A Hero
- Patrick Wilson – Fargo
- Idris Elba – Luther
- David Oyelowo – Nachtigall (Nightingale)
- Mark Rylance – Wölfe (Wolf Hall)

2017
Tom Hiddleston – The Night Manager
- Riz Ahmed – The Night Of – Die Wahrheit einer Nacht (The Night Of)
- Bryan Cranston – Der lange Weg (All the Way)
- John Turturro – The Night Of – Die Wahrheit einer Nacht (The Night Of)
- Courtney B. Vance – American Crime Story (The People v. O. J. Simpson: American Crime Story)

2018
Ewan McGregor – Fargo
- Robert De Niro – The Wizard of Lies – Das Lügengenie (The Wizard of Lies)
- Jude Law – The Young Pope
- Kyle MacLachlan – Twin Peaks
- Geoffrey Rush – Genius

2019
Darren Criss – American Crime Story
- Antonio Banderas – Genius: Picasso
- Daniel Brühl – The Alienist – Die Einkreisung (The Alienist)
- Benedict Cumberbatch – Patrick Melrose
- Hugh Grant – A Very English Scandal

## 2020er Jahre
2020
Russell Crowe – The Loudest Voice
- Christopher Abbott – Catch 22
- Sacha Baron Cohen – The Spy
- Jared Harris – Chernobyl
- Sam Rockwell – Fosse/Verdon

2021
Mark Ruffalo – I Know This Much Is True
- Jeff Daniels – The Comey Rule
- Hugh Grant – The Undoing
- Ethan Hawke – The Good Lord Bird
- Bryan Cranston – Your Honor

2022
Michael Keaton – Dopesick
- Paul Bettany – WandaVision
- Oscar Isaac – Scenes from a Marriage
- Ewan McGregor – Halston
- Tahar Rahim – Die Schlange (The Serpent)

2023
Evan Peters – Dahmer – Monster: Die Geschichte von Jeffrey Dahmer (Dahmer – Monster: The Jeffrey Dahmer Story)
- Taron Egerton – In with the Devil (Black Bird)
- Colin Firth – The Staircase
- Andrew Garfield – Mord im Auftrag Gottes (Under the Banner of Heaven)
- Sebastian Stan – Pam & Tommy